# Protorhoe centralisata
Protorhoe centralisata är en fjärilsart som beskrevs av Otto Staudinger 1892. Protorhoe centralisata ingår i släktet Protorhoe och familjen mätare. Inga underarter finns listade i Catalogue of Life.